# Jógvan Heinason
Jógvan Heinason (født 1541, død 1602) var lagmand på Færøerne fra 1572 til 1583. Jógvan Heinason var søn af den norske præst Heini Havreki ("Heini den Skibbrudne") og færøske Herborg fra Húsavík på Sandoy. Jógvan Heinason var besidder af gården Steigargarður i Lambi på Eysturoy, der med sine omkring 100 merkur af hovedsagelig kongsjord, gjorde ham til den største jordbesidder på Færøerne.
Heinasons var halvbror til Færøernes berømte søhelt Magnus Heinason, der var søn af hans norske stedmor, og oldefar til den senere lagmand Sámal Pætursson Lamhauge.